# Zwłoka
Zwłoka (łac. mora) – opóźnienie w dokonaniu określonej czynności faktycznej lub prawnej wywołane przyczynami leżącymi po stronie osoby uprawnionej lub obowiązanej do dokonania tej czynności. Dla przyjęcia zwłoki konieczne jest, by przyczyny opóźnienia wynikały z niedochowania należytej staranności przez osobę opóźniającą się z podjęciem działania.
Innymi słowy zwłoka na gruncie prawa cywilnego to stan kwalifikowanego opóźnienia w wykonaniu zobowiązania, występujący najczęściej po stronie dłużnika i spowodowany okolicznościami, które obciążają dłużnika. Ponadto podnosi się, iż zwłoka jest szczególnym rodzajem nienależytego wykonania zobowiązania.
Pojęcie zwłoki odgrywa największą rolę w prawie zobowiązań, gdzie odnosi się przede wszystkim do osoby dłużnika niespełniającego świadczenia w terminie lub na wezwanie wierzyciela. W zwłoce może jednak także pozostawać wierzyciel, jeśli odmawia przyjęcia oferowanego świadczenia lub w inny sposób uniemożliwia dłużnikowi jego spełnienie.
Stan zwłoki, w jakim znajduje się dłużnik, rodzi po stronie wierzyciela określone uprawnienia:
1. Wierzyciel może zażądać spełnienia świadczenia oraz naprawienia szkody spowodowanej zwłoką.
2. W sytuacji, gdy na skutek zwłoki świadczenie dla wierzyciela utraciło znaczenie w stopniu zupełnym lub też przeważającym, może świadczenia nie przyjąć i żądać naprawienia szkody.
3. Dłużnik odpowiada za casus mixtus tzn. dłużnik będący w zwłoce jest odpowiedzialny za utratę lub uszkodzenie rzeczy oznaczonej co do tożsamości (stanowiącej przedmiot świadczenia), chyba że wykaże, iż utrata lub uszkodzenie takiej rzeczy nastąpiłoby również w sytuacji, gdyby świadczenie zostało spełnione w terminie[1].

W prawie rzeczowym zwłoka zachowuje pewne marginalne znaczenie w ramach prawa sąsiedzkiego.